# 뉴욕 요리

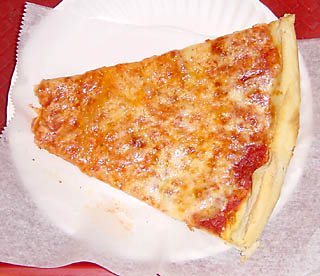
뉴욕 피자

뉴욕 요리(New York料理, 영어: New York cuisine 뉴 요크 퀴진[*])의 특징은 이민자의 영향을 받은 음식이 많으며, 사람도 매우 많아 매우 다양하다는 것이다. 동유럽과 이탈리아 이민자의 손에 의해 유명해진 것이 베이글, 치즈 케이크, 뉴욕풍 피자이다. 허가를 받은 이동식 식료품 가게가 약 4000점 있으며 대부분이 이민자들이 경영한다. 그 중에서 현대 뉴욕의 길거리 음식으로 인기를 끈 것이 팔라펠이나 케밥 등 중동 요리이다. 또한, 핫도그와 프레츨은 길거리 음식의 대표적인 음식이다. 길거리 음식도 많지만, 고급 요리점도 많이 늘어서 있다.

## 뉴욕의 길거리 음식
- 칼조네
- 아레파
- 츄러스
- 팔라펠
- 프라이드 치킨
- 샤와마
- 햄버거
- 핫도그
- 이탈리안 소시지
- 이탈리안 아이스
- 크니쉬
- 머핀
- 뉴욕 피자
- 프레츨

## 같이 보기
- 향토 음식